# Miroljub Jevtic
Pour les articles homonymes, voir Jevtic.
Le Docteur Miroljub Jevtic (né en 1955 à Vranje, Serbie) est professeur à la Faculté de sciences politiques de l'université de Belgrade.
Diplômé de la faculté des sciences politiques de Belgrade, il a obtenu sa maîtrise avec sa recherche sur le thème « Le point de vue de l’Islam sur la guerre et le rôle de la Conférence Islamique dans le maintien de la paix » à la Faculté de droit de l'université de Belgrade, et son Doctorat avec sa thèse sur « Le djihad contemporain et la guerre » à la faculté de Sciences politiques.
Il est fondateur et rédacteur en chef de la revue « Politologie des religions >> qui est la première parution dans le monde à être destinée à la publication des travaux dans cette discipline. Le premier numéro a été publié à Belgrade en février 2007 par le « Centre pour l’étude des religions et la tolérance religieuse. »

## Carrière à la faculté de sciences politiques de Belgrade
- Assistant débutant 1983

- Assistant 1985

- Professeur agrégé 1988

- Maître de conférence 1993

- Professeur des Universités 1998, enseigne le module « Religion et politique »

## Travaux de recherche et enseignement
Le professeur Jevtic a écrit la première monographie consacrée à la compréhension du djihad 
dans l’espace géographique allant de Varna sur la mer Noire (Bulgarie) à Sezana à la frontière italo-slovène (Slovénie). Aujourd’hui même, quand on souhaite s’informer en langue locale sur le djihad dans les bibliothèques de Ljubljana à Skoplje en passant par Zagreb, cet ouvrage fait référence. Le professeur Jevtic est le premier en Europe de l’Est à avoir introduit dans son enseignement la « politologie des religions ». Il a intitule : « L’Al Qaida blanche ».

## Ouvrages
- « Religion et politique - introduction à la politologie des religions », Institut pour les études politiques et Faculté des sciences politiques, Belgrade,2002,  (ISBN 86-7419-048-0)

- « Le djihad contemporain comme la guerre », Première édition 1989, Nouveau Livre,Belgrade,  (ISBN 86-7335-052-2)

- « De la déclaration islamique à la guerre de religion en Bosnie-Herzégovine »Première édition 1993,Filip Visnjic, Belgrade,  (ISBN 86-7363-125-4)

- « Les Albanais et l’Islam », Grafomotajica,Prnjavor,1995,  (ISBN 86-7116-003-3)

- « L’Islam dans les œuvres d’Ivo Andric », édition d’auteur,Belgrade ,2000, UDK  929:82 Andric I., 297, COBISS SR-ID :803015948

- « Toutes nos erreurs », Belgrade,1998,edition d’auteur, ID=64337420

- « L’Islam et la logique géopolitique »/coauteur/,Koving-Inzinjering,Beograd,1995,ID = 35193612

- « Tout crime appelle une sanction » 1997; coauteur; Megilot Publishing, Olet Press/ Imel Publishing, (Novi Sad, Srpsko Sarajevo);  (ISBN 86-7170-001-1)

- « Les Musulmans entre foi et nation »1996,coauteur, Bibliothèque populaire et universitaire  Petar Kocic, Banjaluka,  (ISBN 86-7044-030-X)